# Garvanovo, Haskovo
Garvanovo (în bulgară Гарваново) este un sat în comuna Haskovo, regiunea Haskovo,  Bulgaria. 

## Demografie
Componența etnică a satului Garvanovo
     Romi (19,37%)
     Bulgari (78,87%)
     Nicio identificare (1,16%)
     Altele (0,58%)
La recensământul din 2011, populația satului Garvanovo era de 516 locuitori. Din punct de vedere etnic, majoritatea locuitorilor (78,87%) erau bulgari, cu o minoritate de romi (19,37%). Pentru 1,16% din locuitori nu este cunoscută apartenența etnică.